# BGスタジアム
BGスタジアム（泰: บีจีสเตเดียม、英: BG Stadium）は、タイ王国のパトゥムターニー県タンヤブリー郡にある球技専用スタジアムである。
トゥルー・コーポレーションとのパートナーシップにより、2025年からTrue BGスタジアム（泰: ทรู บีจีสเตเดียม、英: True BG Stadium）の名称を用いている。

## 概要
2010年にタイでは珍しい人工芝の競技場として設立された。当時の収容人数は13,300人。2018に天然芝に張り替えられ、国際試合に対応できる規格となった。収容人数は10,114席だったが、2023年に改修を行いバックスタンドを設置。収容人数を15,114席に拡張した。
タイ・リーグ1に所属するBGパトゥム・ユナイテッドFCが所有し、同クラブとタイ・リーグ4に所属するラパチャFCがホームスタジアムとして使用している。ポートFCがホームゲームに使用したこともある。

### スタジアム名称
BGパトゥム・ユナイテッドFCが出場するAFCチャンピオンズリーグ2021 グループリーグ グループFの集中開催会場の一つとなり、大会期間中の名称をパトゥムターニースタジアム (泰: ปทุมธานี สเตเดี้ยม、英: Pathum Thani Stadium) とすることが報じられている。
2025年、バンコク・ユナイテッドFCのオーナーとなったトゥルー・コーポレーションとパートナーシップを締結することを発表。スタジアム名称をTrue BGスタジアムとすると報じられた。

## 交通アクセス
遊園地のドリームワールドの近くに位置する。ドリームワールドからはランシット運河を渡り徒歩約10分。
ドンムアン空港からはタクシーで約10 - 15分。